# Марбурзький університет

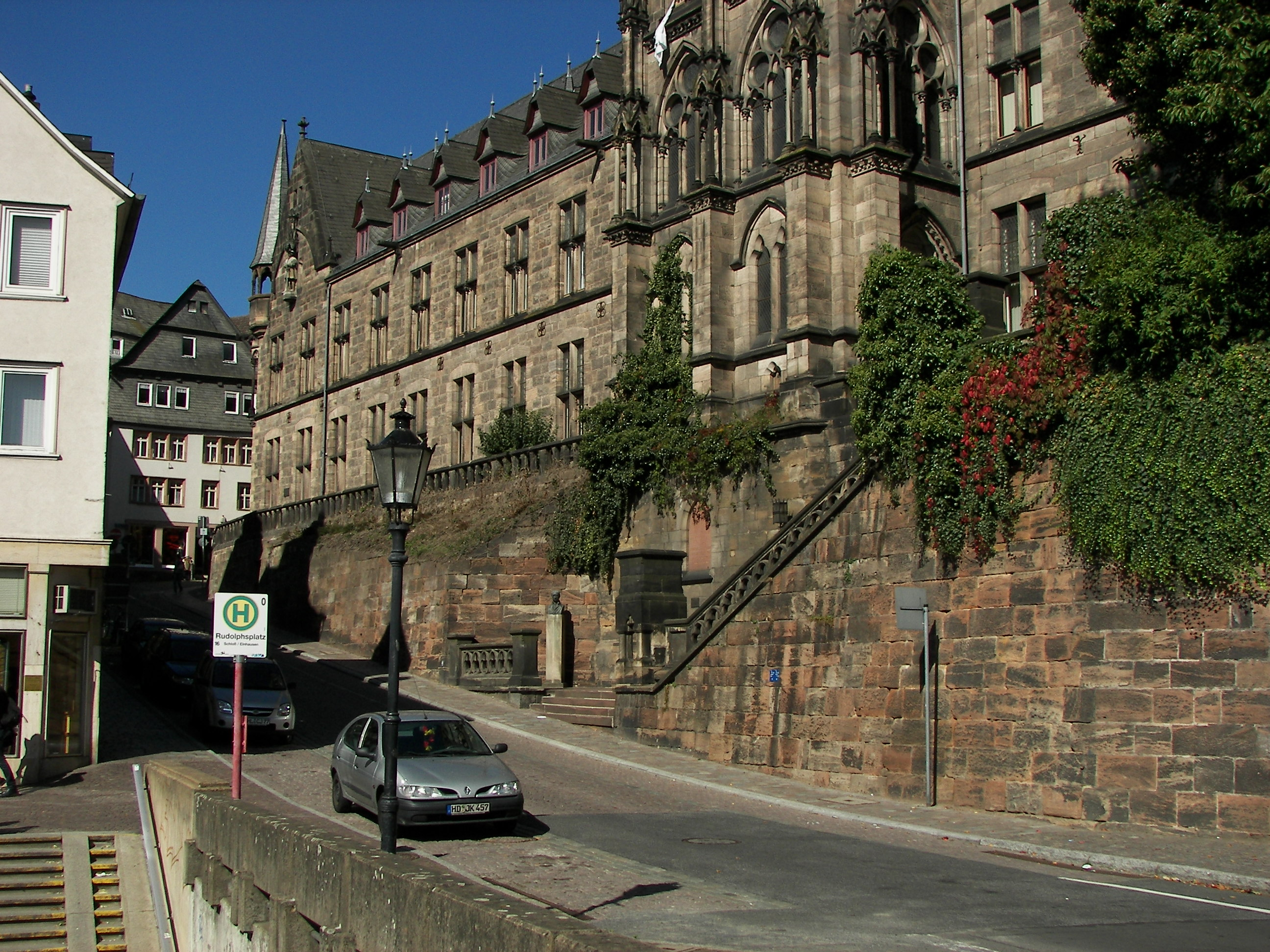
Старий корпус університету в центрі Марбурга

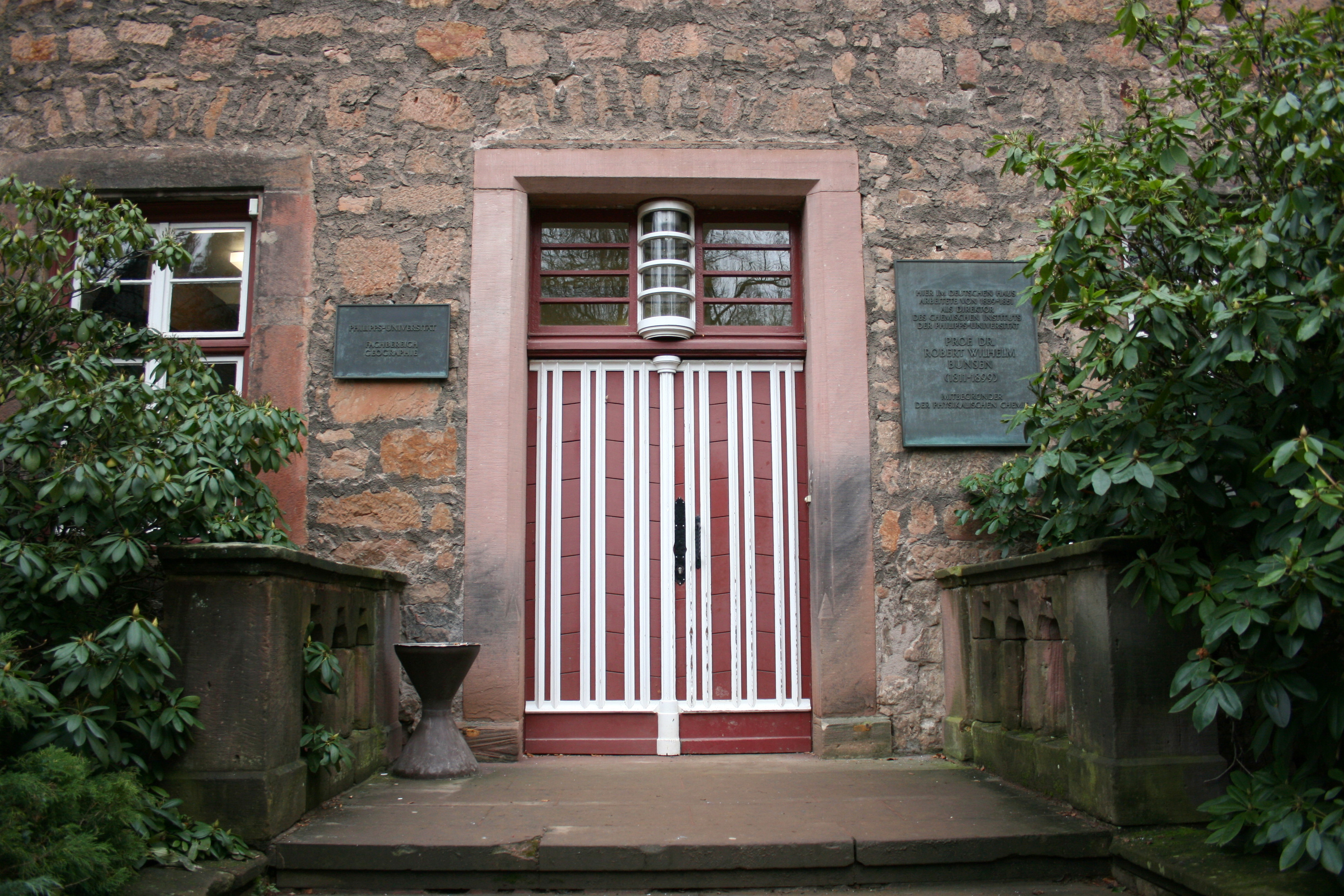
Німецький дім університету

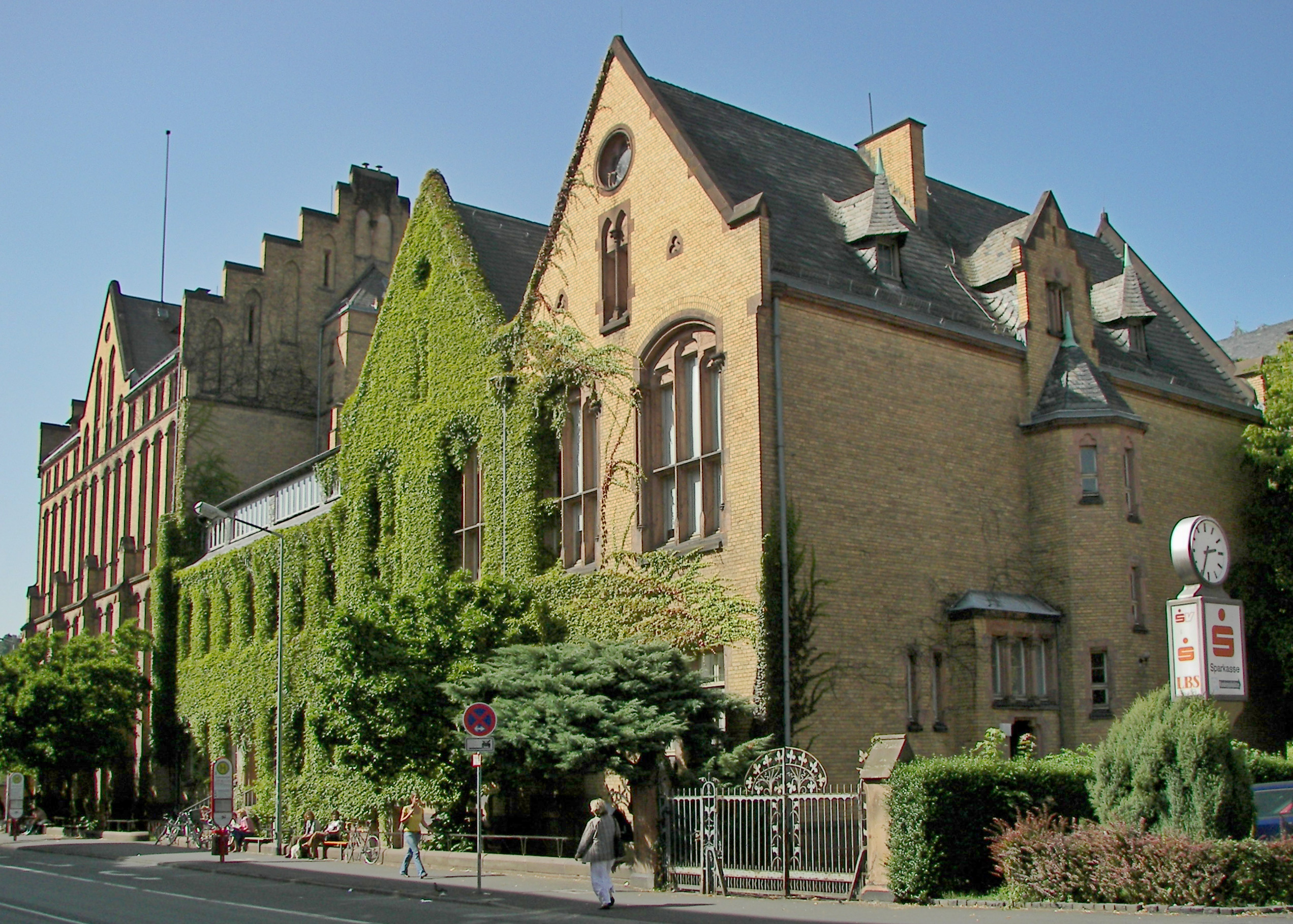
Факультет економіки

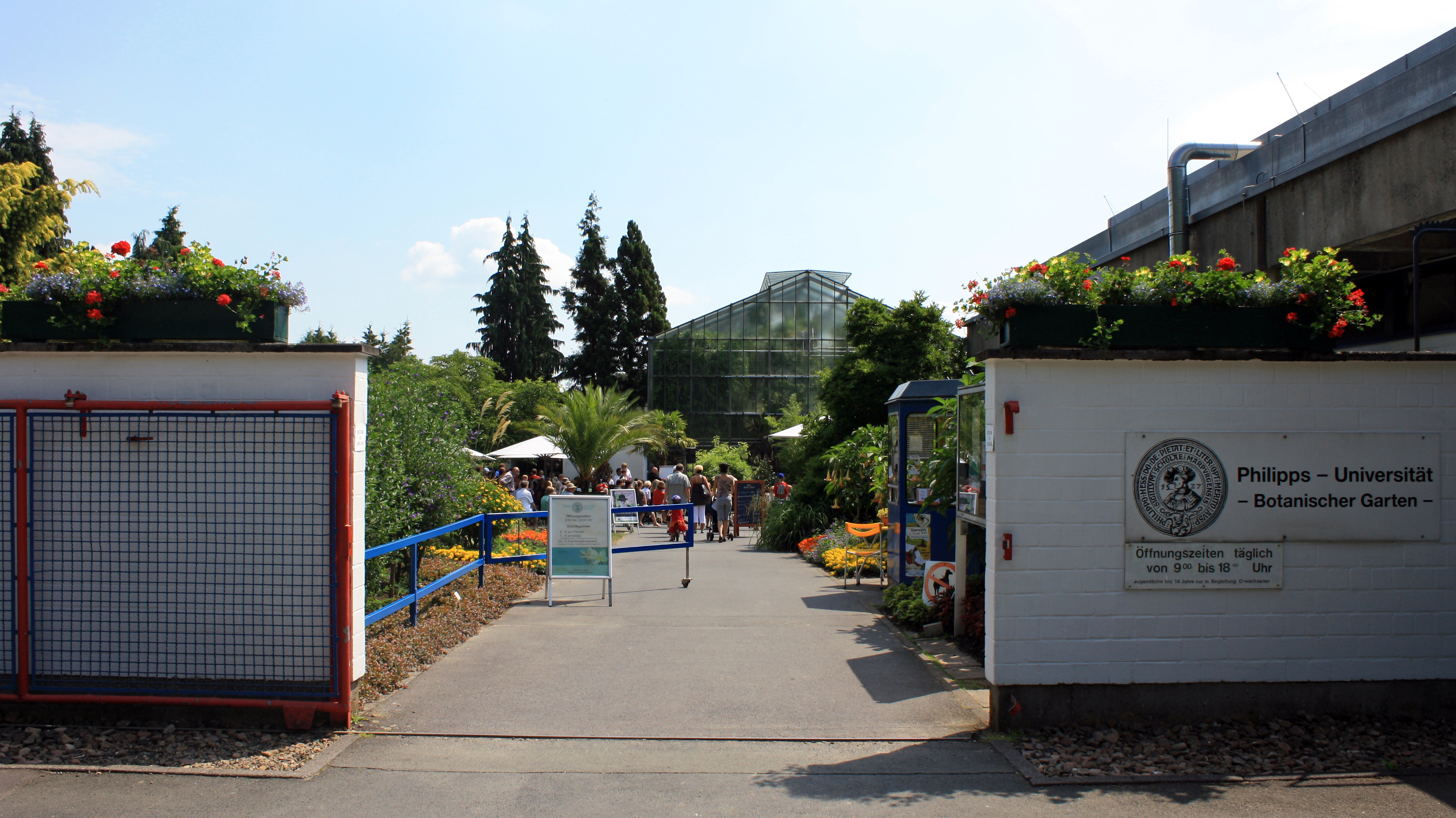
Університетський ботанічний сад

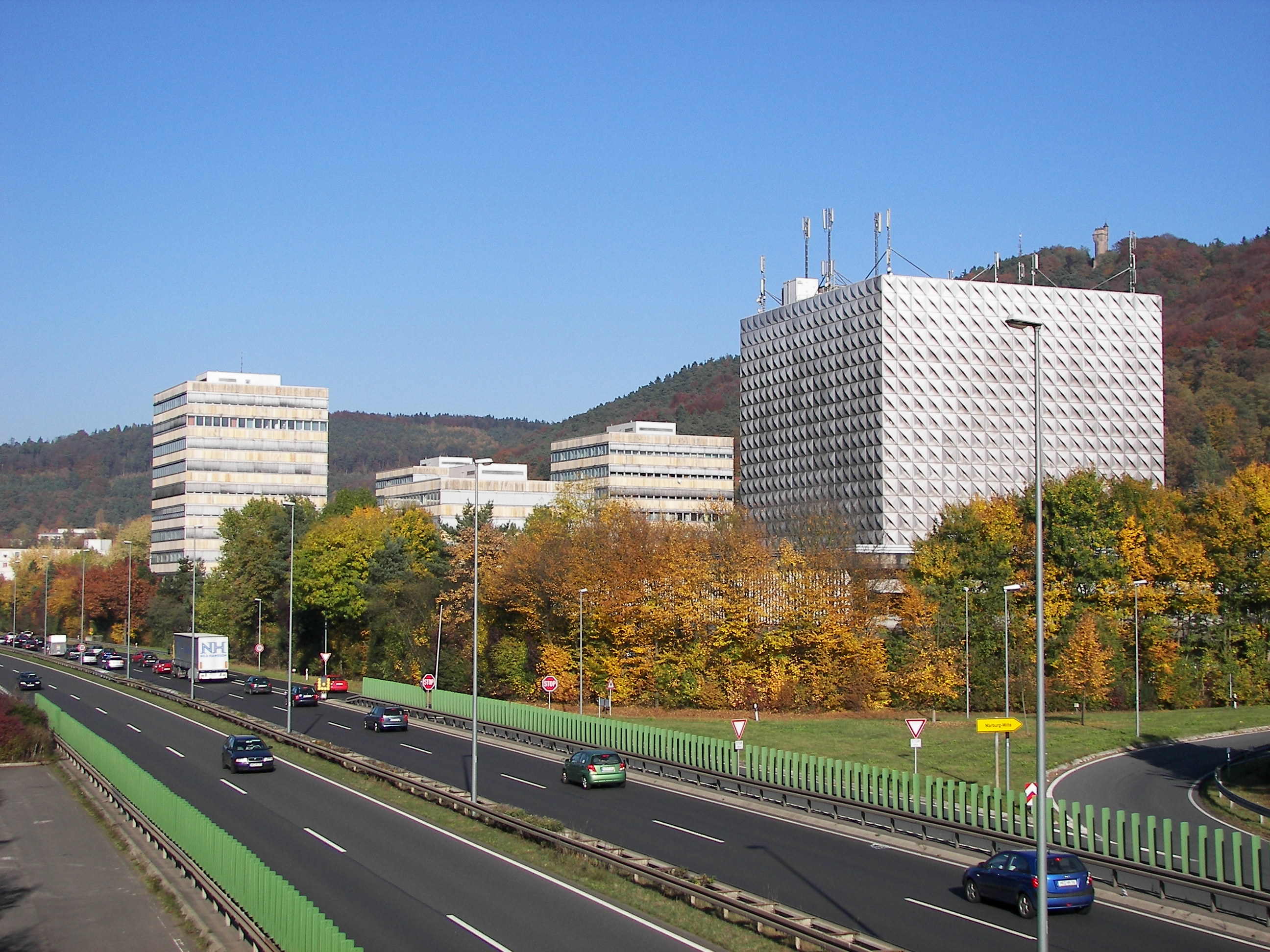
Гуманітарні науки та бібліотека

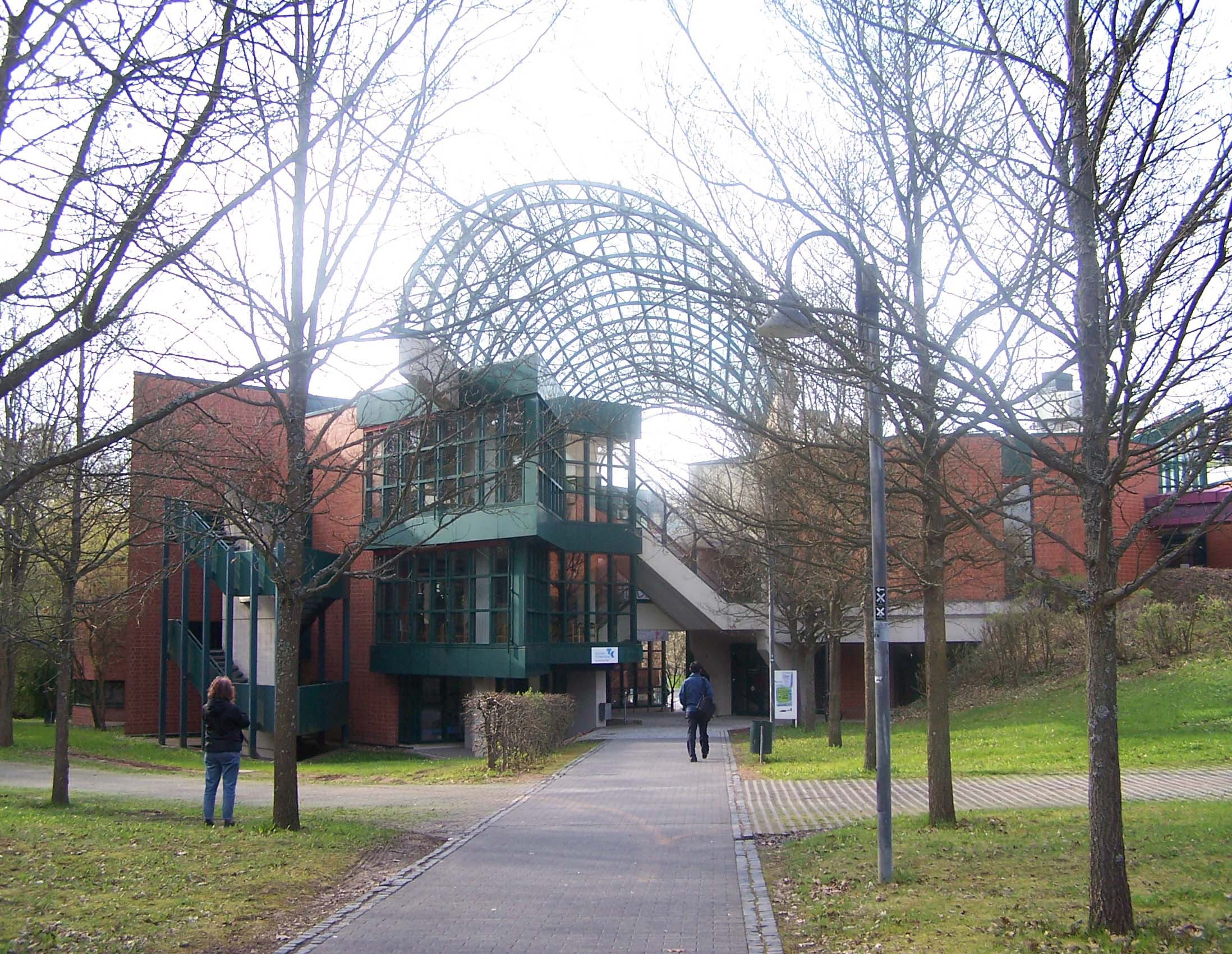
Університетська їдальня

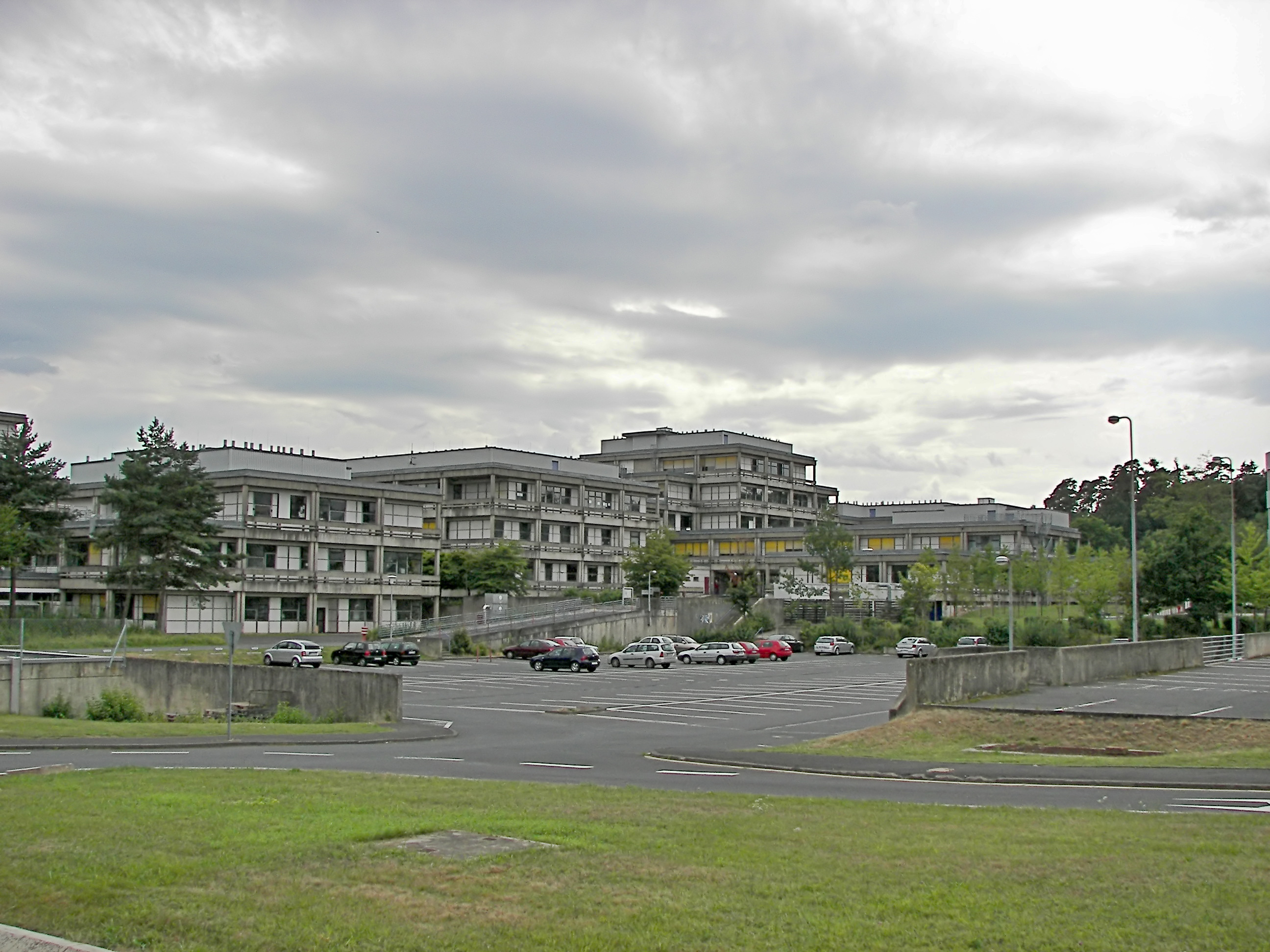
Природничі науки

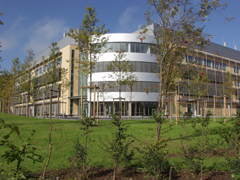
Біомедичний дослідницький центр

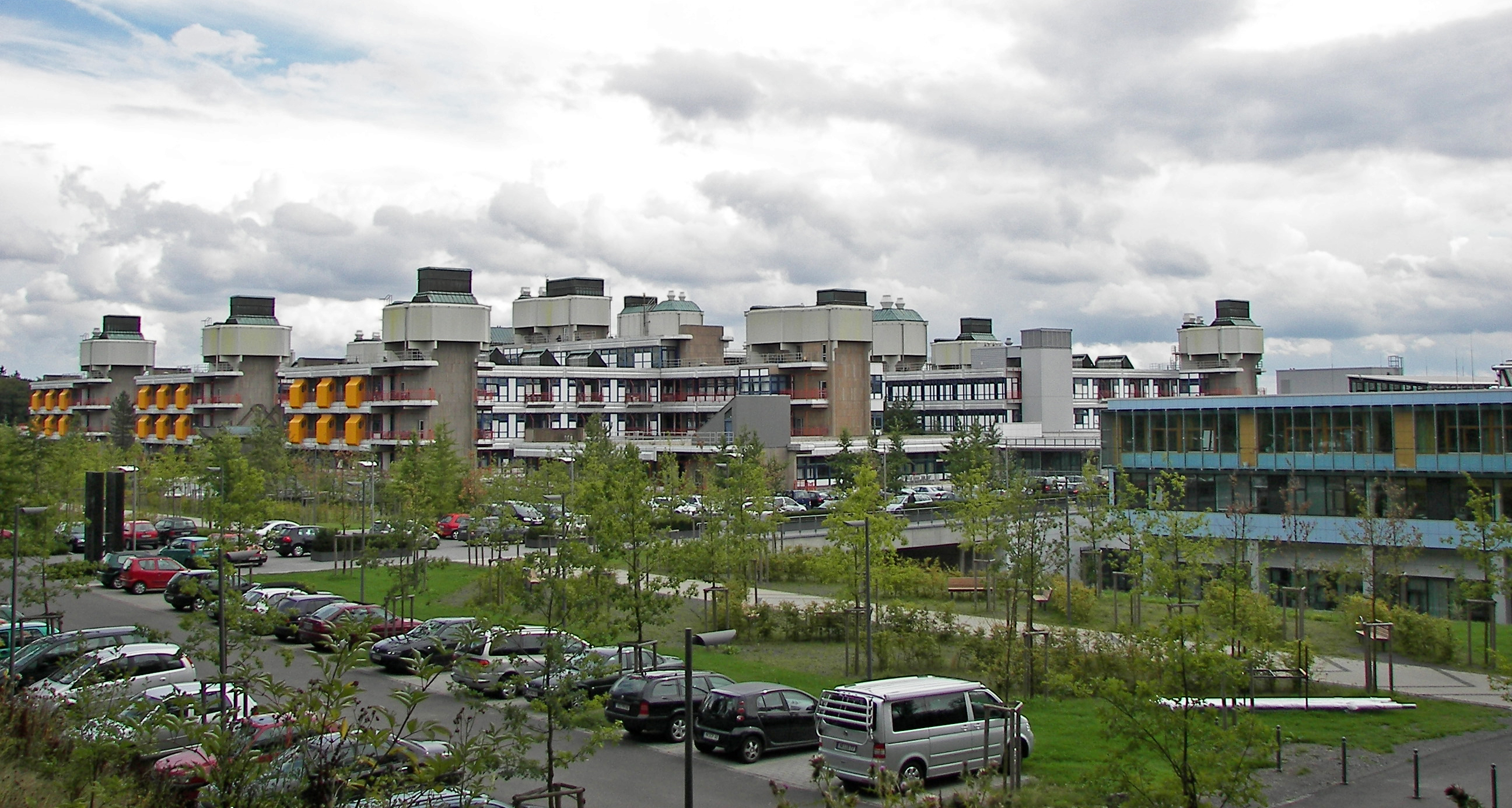
Університетська клініка (приватизована)

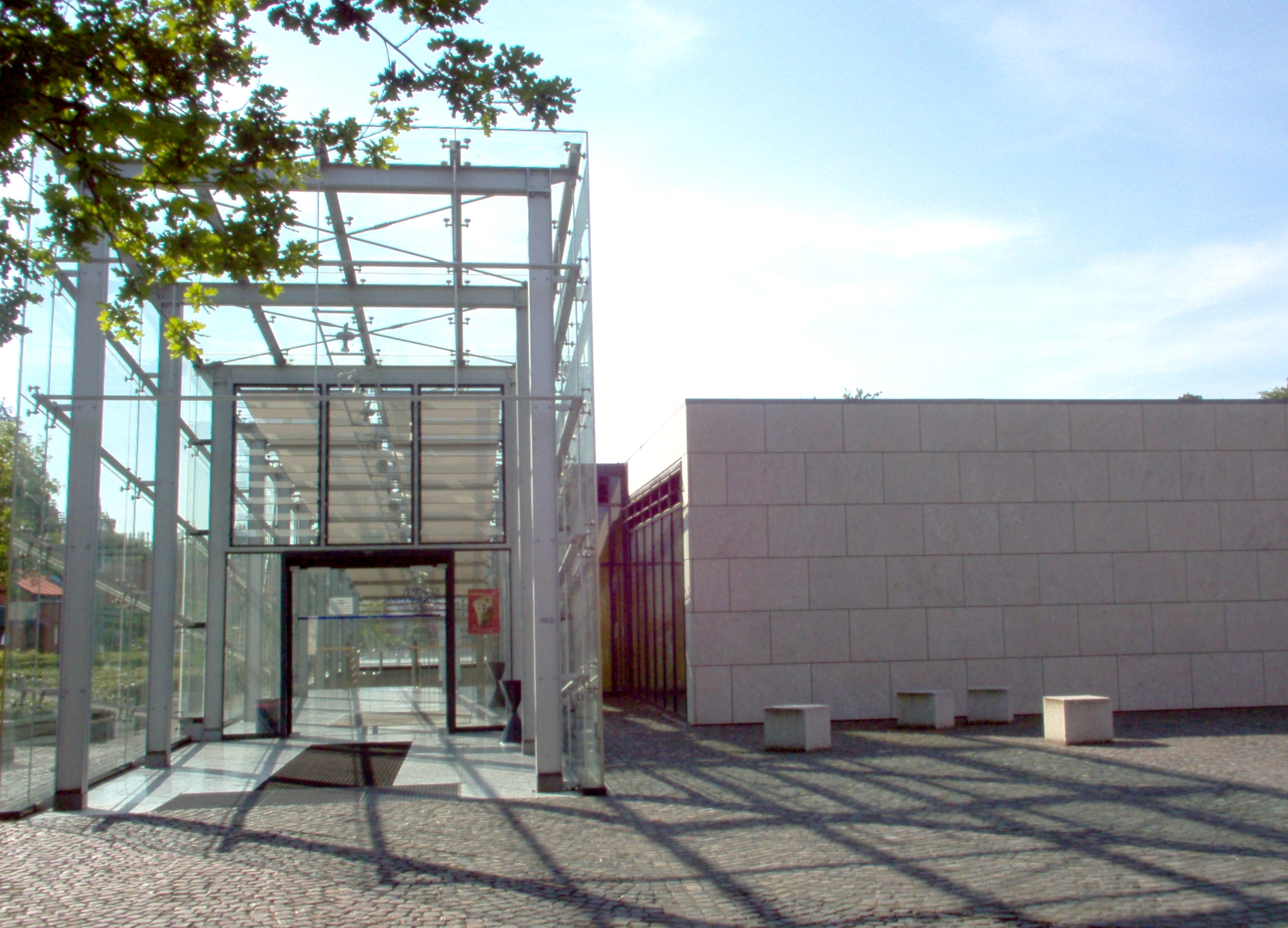
Університетська біблоітека

Марбурзький університет імені Філіппа (нім. Philipps-Universität Marburg) — університет Марбурга, перший протестантський університет Німеччини; заснований в 1527 році гессенським ландграфом Філіппом Великодушним в Марбурзі.

## Короткий опис
Марбурзький університет разом з Гейдельберзьким, Геттінгенським, Тюбінгенським та Фрайбурзьким належить до числа історичних німецьких університетів, які протягом багатьох століть зробили Німеччину загальноєвропейським центром науки й освіти.
Марбурзький університет виник як головний німецький протестантський університет. Відомий своїми давніми традиціями неприйняття обскурантизму.

## Історія
В 1527 році ландграф-протестант Філіпп Великодушний заснував у місті Марбург університет, який зараз носить його ім'я. Першими аудиторіями Марбурзького університету були будівлі католицьких монастирів. У 1541 році гессенському ландграфові вдалося домогтися затвердження імператором статусу університету й надання йому належних імперських привілеїв.
З включенням в 1866 році провінції Гессен до складу Королівства Пруссія прусський уряд на чолі з канцлером Бісмарком став приділяти підвищену увагу розвитку університету (тоді він називався ’‘Королівським прусським університетом’‘) як науково-дослідної установи в галузі природничих наук і промисловості.
З приходом до влади нацистів Марбурзький університет зазнав уніфікації та перебудови — нелояльно налаштованих режиму професорів і студентів виганяли і піддавали репресіям. Відродження університету починається в 50-ті роки минулого століття, а в 60-ті роки університет переживав справжнісінький бум — різко збільшився викладацький склад, було побудовано багато нових корпусів. Тоді ж на пагорбах навколо Марбурга з'явився другий університетський центр Ланберґе (Lahnberge), у складі якого ряд науково-дослідних інститутів і знаменита в Європі університетська клініка.

## Структура
Зараз університет має 16 факультетів:
- юридичний,
- економічний,
- філософський,
- психологічний,
- протестантської теології,
- історії та культурології,
- германістики та мистецтвознавства,
- іноземної філології,
- математики та інформатики,
- фізичний,
- хімічний,
- фармацевтики,
- медицини,
- географічний,
- біологічний,
- педагогічний.

## Видатні діячі

### Студенти
- Ганна Арендт (політологиня, філософ)
- Карл Фердинанд Браун (фізик, нобелівський лауреат)
- Адольф Бутенандт (біохімік, нобелівський лауреат)
- Фрідріх Велер (хімік)
- Дмитро Виноградов (творець російської порцеляни)
- Георг Віттіг (хімік, нобелівський лауреат)
- Оле Ворм (медик)
- Ганс-Георг Гадамер (філософ)
- Отто Ган (хімік, нобелівський лауреат)
- Брати Грімм (лінгвісти, фольклористи та казкарі)
- Петро Ерзелунд (історик)
- Астрід Іваск (латвійсько-американська поетеса)
- Олександр Зайцев (хімік)
- Вільгельм Лібкнехт (революціонер)
- Михайло Ломоносов (вчений і письменник)
- Пауль Юліус Мебіус (німецький психіатр та невролог)
- Микола Меншуткін
- Манфред Нойманн (економіст)
- Хосе Ортега-і-Гассет (філософ)
- Борис Пастернак (поет і письменник, нобелівський лауреат)
- Вільгельм Пфеффер (ботанік)
- Сергій Рубінштейн (філософ)
- Ісаак Рюльф (письменник)
- Суна Таваре (патолог, кардіолог)
- Ганс Фішер (хімік і біохімік, нобелівський лауреат)
- Борис Фохт (філософ і логік)
- Юрген Габермас (філософ і соціолог)
- Фрідріх Гунд (фізик)
- Карл Ціглер (хімік, нобелівський лауреат)
- Лео Штраус (культуролог)

### Викладачі
- Еріх Ауербах (філолог)
- Людвіг Ашофф (патолог)
- Еміль Берінг (медик)
- Фердинанд Браун (фізик, нобелівський лауреат)
- Клеменс Брентано (письменник)
- Джордано Бруно (філософ)
- Рудольф Карл Бультман (теолог)
- Роберт Бунзен (хімік)
- Річард М. Вайнер (фізик)
- Лео Вайсгербер (філолог)
- Альфред Вегенер (геолог і метеоролог)
- Християн фон Вольф (вчений і філософ)
- Мартін Гайдеггер (філософ)
- Адольф фон Гарнак (теолог)
- Ніколай Гартманн (філософ)
- Рудольф Гокленіус (філософ)
- Генріх Зібель (історик і політичний діяч)
- Людвіг Зібель (археолог)
- Андреас Іперіус (теолог)
- Ернст Кассірер (філософ)
- Карл Кніс (економіст)
- Герман Кноблаух
- Герман Коген (філософ)
- Герман Кольбе (хімік)
- Рудольф Кольрауш (фізик)
- Альбрехт Коссель (біохімік і фізіолог, нобелівський лауреат)
- Йоганн Ульріх Крамер (правознавець)
- Ернст Кречмер (психіатр і психолог)
- Ганс Кун (фізико — хімік)
- Ернст Роберт Курціус (філолог)
- Карл Лампрехт (історик)
- Фрідріх Альберт Ланге (філософ і економіст)
- Отто Леві (фармаколог, нобелівський лауреат)
- Карл Левит (філософ)
- Франц фон Лист (правознавець)
- Карл Людвіг (фізіолог)
- Конрад Менх (ботанік)
- Пауль Наторп (філософ)
- Ернст Нольте (історик)
- Рудольф Отто (теолог і філософ)з
- Дені Папен (фізик)
- Вільгельм Репка (економіст)
- Фрідріх Савіньї (правознавець)
- Андрій Соболєв (філолог)
- Майя Соболєва (філософ)
- Пауль Тіллі (теолог і філософ)
- Леонард Фрезе (педагог)
- Гетц Хілліг (педагог)
- Еріх Гюккель (фізик і хімік)
- Отто Шіндевольф (палеонтолог)
- Аннемарі Шіммель (сходознавець і дослідниця ісламу)
- Лео Шпітцер (філолог)